# Hervé Lybohy
Hervé Lybohy, né le 24 juillet 1983 à Bouaké (Côte d'Ivoire), est un footballeur international nigérien qui évolue au poste de défenseur central.

## Biographie
Hervé Lybohy est né en Côte d'Ivoire avant de déménager à l'âge de 5 ans avec ses parents en région parisienne. Il y joue successivement à Saint-Ouen, Sarcelles, Houilles et l'Entente Sannois Saint-Gratien où il frôle l’accession en National. Il est alors transféré pendant trois années consécutives en CFA, successivement à l'Olympique Saint-Quentin, au RC France puis à l'AFC Compiègne. 
Il découvre par la suite le National lors de la saison 2009-2010 avec Fréjus Saint-Raphaël, puis signe son premier contrat professionnel avec l'Amiens SC pour la saison suivante. Associé en défense centrale avec Thomas Mienniel, il participe à la remontée du club en Ligue 2, et découvre ce championnat pour la saison 2011-2012.
Arrivé au Paris Football Club en 2014, il se fait vite remarquer pour ses prestations solides et devient rapidement l’un des piliers du club. Il participe aux 2 montées en Ligue 2, en tant que capitaine, et s’affirme comme l’un des meilleurs défenseurs du championnat. En mai 2017, les entraîneurs de National l'élisent dans l'équipe-type de la saison pour le site Foot-National.
Le 28 mai 2018, libre, il s'engage en faveur du Nîmes Olympique, promu en Ligue 1. Il fait sa première apparition dans ce championnat lors d'un déplacement à Bordeaux le 16 septembre 2018 (3-3), formant la charnière centrale au côté d'Anthony Briançon. Il participe à 17 rencontres de Ligue 1, titulaire à 15 reprises, et inscrit 2 buts, tous deux face au RC Strasbourg. Le premier lors de la phase aller, offrant la victoire aux nîmois (14e journée, 0-1) et le second lors de la phase retour, réduisant le score avant que Téji Savanier n'égalise (29e journée, 2-2). En fin de contrat, il n'est pas prolongé au terme de la saison.
Lors du mercato d'été 2019, il signe à contrat d'une saison à l'AS Nancy-Lorraine.
Le 30 juin 2021, il est laissé libre par l'US Orléans.

## Statistiques
| Saison                | Club                     | Championnat           | Championnat | Championnat | Coupe(s) nationale(s) | Coupe(s) nationale(s) | Total | Total |
| Saison                | Club                     | Division              | M.          | B.          | M.                    | B.                    | M.    | B.    |
| 2006-2007             | Olympique Saint-Quentin  | CFA                   | 31          | 1           | -                     | -                     | 31    | 1     |
| 2007-2008             | RC France 92             | CFA                   | 25          | 0           | -                     | -                     | 25    | 0     |
| 2008-2009             | AFC Compiègne            | CFA                   | 26          | 0           | -                     | -                     | 26    | 0     |
| 2009-2010             | ÉFC Fréjus Saint-Raphaël | National              | 30          | 1           | 2                     | 0                     | 32    | 1     |
| 2010-2011             | Amiens SC                | National              | 32          | 1           | 6                     | 0                     | 38    | 1     |
| 2011-2012             | Amiens SC                | Ligue 2               | 33          | 0           | 3                     | 0                     | 36    | 0     |
| 2012-2013             | Amiens SC                | National              | 33          | 2           | 3                     | 0                     | 36    | 2     |
| 2013-2014             | Amiens SC                | National              | 30          | 0           | 3                     | 0                     | 33    | 0     |
| 2014-2015             | Paris FC                 | National              | 32          | 2           | 3                     | 0                     | 35    | 2     |
| 2015-2016             | Paris FC                 | Ligue 2               | 31          | 1           | 3                     | 0                     | 34    | 1     |
| 2016-2017             | Paris FC                 | National              | 31+2        | 2+0         | 4                     | 0                     | 37    | 2     |
| 2017-2018             | Paris FC                 | Ligue 2               | 13          | 1           | 3                     | 1                     | 16    | 2     |
| Total sur la carrière | Total sur la carrière    | Total sur la carrière | 349         | 11          | 30                    | 1                     | 379   | 12    |